# Esocampylia
Esocampylia is een geslacht van wantsen uit de familie van de Tingidae (Netwantsen). Het geslacht werd voor het eerst wetenschappelijk beschreven door Hacker in 1929.

## Soorten
Het genus bevat de volgende soorten:

- Esocampylia hackeri Drake, 1942
- Esocampylia incarinata Hacker, 1929